# El buen patrón
El buen patrón es una comedia dramática española de 2021, dirigida por Fernando León de Aranoa y protagonizada por Javier Bardem. El reparto principal de la película se completa con Manolo Solo, Almudena Amor, Óscar de la Fuente, Sonia Almarcha, Fernando Albizu, Tarik Rmili, Rafa Castejón y Celso Bugallo. El 5 de octubre de 2021, fue seleccionada por la Academia de las Artes y las Ciencias Cinematográficas de España como representante española para la edición número 94 de los premios Óscar, en la categoría de mejor película internacional, e integró la lista corta de 15 filmes prenominados.

## Sinopsis
Julio Blanco (Javier Bardem), un carismático propietario de una empresa que fabrica balanzas industriales en una ciudad española de provincias, espera la inminente visita de una comisión que decidirá su destino y la obtención de un premio local a la excelencia empresarial, por lo que todo tiene que estar perfecto para la visita. Sin embargo, todo parece conspirar contra él. Trabajando a contrarreloj, Blanco intenta resolver los problemas de sus empleados, cruzando para ello todas las líneas imaginables, dando lugar a una inesperada y explosiva sucesión de acontecimientos de imprevisibles consecuencias.

## Reparto
- Javier Bardem como Julio Blanco
- Manolo Solo como Miralles
- Almudena Amor como Liliana
- Óscar de la Fuente como José
- Sonia Almarcha como Adela
- Fernando Albizu como Román
- Tarik Rmili como Khaled
- Rafa Castejón como Rubio
- Celso Bugallo como Fortuna
- Francesc Orella como Alejandro
- Martín Páez como Salva
- Yael Belicha como Inés
- Mara Guill como Aurora
- Nao Albet como Albert
- María de Nati como Ángela
- Daniel Chamorro como Periodista
- Sonia Herrera como Merche
- Dalit Streett Tejeda como Hija de José
- Nicolás Ruiz como Hijo de José
- Gabriela Flores como Genoveva[4]

## Producción
El rodaje de la película comenzó en Madrid el 12 de octubre de 2020 y acabó el 4 de diciembre de ese mismo año. En julio de 2021 se anunció que sería presentada oficialmente en el Festival Internacional de Cine de San Sebastián, mientras que el estreno en salas sería el 15 de octubre.

## Premios y nominaciones
77.ª edición de las Medallas del Círculo de Escritores Cinematográficos
| Categoría               | Nominados               | Resultado |
| ----------------------- | ----------------------- | --------- |
| Mejor película          | Mejor película          | Nominada  |
| Mejor director          | Fernando León de Aranoa | Nominado  |
| Mejor actor             | Javier Bardem           | Ganador   |
| Mejor actor secundario  | Manolo Solo             | Nominado  |
| Mejor actor secundario  | Celso Bugallo           | Nominado  |
| Mejor actriz secundaria | Sonia Almarcha          | Nominada  |
| Actor revelación        | Óscar de la Fuente      | Nominado  |
| Actor revelación        | Tarik Rmili             | Nominado  |
| Actriz revelación       | Almudena Amor           | Ganadora  |
| Mejor guion original    | Fernando León de Aranoa | Nominado  |
| Mejor fotografía        | Pau Esteve Birba        | Nominado  |
| Mejor montaje           | Vanessa Marimbert       | Nominada  |
| Mejor música            | Zeltia Montes           | Nominada  |

36.ª edición de los Premios Goya
| Categoría                                   | Nominados                                   | Resultado |
| ------------------------------------------- | ------------------------------------------- | --------- |
| Mejor película                              | Mejor película                              | Ganadora  |
| Mejor dirección                             | Fernando León de Aranoa                     | Ganador   |
| Mejor interpretación masculina protagonista | Javier Bardem                               | Ganador   |
| Mejor interpretación masculina de reparto   | Celso Bugallo                               | Nominado  |
| Mejor interpretación masculina de reparto   | Fernando Albizu                             | Nominado  |
| Mejor interpretación masculina de reparto   | Manolo Solo                                 | Nominado  |
| Mejor interpretación femenina de reparto    | Sonia Almarcha                              | Nominada  |
| Mejor actor revelación                      | Óscar de la Fuente                          | Nominado  |
| Mejor actor revelación                      | Tarik Rmili                                 | Nominado  |
| Mejor actriz revelación                     | Almudena Amor                               | Nominada  |
| Mejor guion original                        | Fernando León de Aranoa                     | Ganador   |
| Mejor dirección de producción               | Lui Gutiérrez                               | Nominado  |
| Mejor montaje                               | Vanessa L. Marimbert                        | Ganadora  |
| Mejor música original                       | Zeltia Montes                               | Ganadora  |
| Mejor fotografía                            | Pau Esteve Birba                            | Nominado  |
| Mejor dirección artística                   | César Macarrón                              | Nominado  |
| Mejor diseño de vestuario                   | Fernando García                             | Nominado  |
| Mejor maquillaje y peluquería               | Almudena Fonseca Manolo García              | Nominados |
| Mejor sonido                                | Iván Marín Pelayo Gutiérrez Valeria Arcieri | Nominados |
| Mejores efectos especiales                  | Raúl Romanillos Míriam Piquer               | Nominados |

66.ª edición de los Premios Sant Jordi
| Categoría                        | Nominados     | Resultado |
| -------------------------------- | ------------- | --------- |
| Mejor actor en película española | Javier Bardem | Ganador   |

35 Premios del Cine Europeo EFA
| Categoría             | Nominados             | Resultado |
| --------------------- | --------------------- | --------- |
| Mejor comedia europea | Mejor comedia europea | Ganador   |

LXIV edición de los Premios Ariel
| Categoría | Nominados | Resultado |
| --------- | --------- | --------- |